# Caxixi
El caxixi és un instrument idiòfon d'origen africà. És un petit cistell de palla trenada, de forma acampanada que pot tenir diverses mides i pot ser doble o triple; l'obertura es tanca amb una rodella de carbassa i compta amb una nansa en la part superior. Posseeix trossos de metacrilat, arròs o llavors seques al seu interior per fer-lo sonar.
Va arribar al Brasil de la mà de la diàspora africana arribada a l'Amèrica portuguesa en vaixells negrers. Es fa servir principalment com a complement del berimbau. La mà dreta que sosté la vareta entre el polze i l'índex sosté també el caxixi amb els dits mig i anular. D'aquesta manera, cada cop de la vareta sobre la corda del berimbau és acompanyada pel so sec i vegetal del caxixi.